# Легенда Срібного озера
«Легенда Срібного озера» (азерб. «Gümüşgöl Əfsanəsi») — радянський художній фільм режисера Ельдара Кулієва, знятий у 1985 році на кіностудії «Азербайджанфільм».

## Сюжет
Під час автомобільної прогулянки молодий мистецтвознавець Фарід, заради забави друзів засліпив фарами перехожу людину. Раптово перехожий впав і залишився лежати без руху. Наступного дня друзі вирішили на час виїхати з міста. Фарід поїхав до своєї приятельки, художниці по килимах Саїди. Дочка Саїди Лейла вихована довірлива дівчина розповіла Фаріду легенду про Срібне озеро, по гладі якого легко може пройти кожна чесна людина. Повернувшись до міста, Фарід дізнався, що людина, через яку він втік з міста, жива, він вирішив поїхати назад, до Срібного озера.

## У ролях
- Ельданіз Расулов — Фарід (озвучив Сергій Мартинов)
- Олена Серопова — Лейла (озвучила Марина Дюжева)
- Метанет Атакішиєва — Наргіз (озвучила Ольга Гаспарова)
- Шукюфа Юсупова — Саїда (озвучила Лариса Даниліна)
- Каміль Зохрабов — Дамір (озвучив Рудольф Панков)
- Фікрет Мамедов — Аріф (озвучив Борис Руднєв)
- Гасан Турабов — Агазакі (озвучив Володимир Ферапонтов)
- Фірангіз Шаріфова — Фатма (озвучила Ніна Меньшикова)
- Агагусейн Керімов — начальник музею (озвучив Олексій Алексеєв)
- Софа Бясірзаде — Софа ханум

## Знімальна група
- Режисер — Ельдар Кулієв
- Сценаристи — Ельдар Кулієв, Ісі Мелік-заде
- Оператор — Рафік Камбаров
- Композитор — Муслім Магомаєв
- Художник — Маїс Агабеков